# Amleto De Silva
Amleto De Silva, noto anche con lo pseudonimo di Amlo (Napoli, 7 febbraio 1961 – Roma, 28 dicembre 2024), è stato uno scrittore, vignettista, blogger, autore teatrale, traduttore letterario e docente di scrittura creativa italiano.

## Biografia
Fratello di Diego De Silva, è nato a Napoli e ha trascorso l’infanzia e la giovinezza a Salerno, dove ha conseguito la laurea in Lettere Moderne. Successivamente si è trasferito a Roma per motivi professionali. 
È stato scrittore, vignettista e blogger, ma anche autore teatrale, traduttore letterario e docente presso diverse scuole di scrittura creativa.
Ha esordito come vignettista su riviste come Cuore e Smemoranda, con illustrazioni di carattere satirico e umoristico. Nel 2002, insieme a Sara Migneco, con cui formava il duo artistico "Migneco & Amlo", ha ricevuto il Premio "Pino Zac" per la Grafica Emergente nell'ambito del Premio Satira Politica di Forte dei Marmi, in riconoscimento del loro contributo nel campo della grafica satirica.
Dal 2007 ha gestito il blog personale Amlo - il diario del samurai, dove ha pubblicato riflessioni, vignette e scritti di carattere satirico, affrontando temi di attualità, politica e cultura. Il blog è stato affiancato da una pagina Facebook attraverso cui ha mantenuto un’interazione costante con i lettori.
Ha curato rubriche dedicate alla scrittura, alla televisione e alla cultura pop, tra cui Spoiler, incentrata sulle serie TV e pubblicata su TVZap di Kataweb (Gruppo GEDI);

On Writing, ospitata su ilmiolibro.it (Gruppo GEDI); e La lanterna di Amlo, pubblicata su ’O Magazine. Ha inoltre collaborato con MyMovies.it con recensioni e articoli su film e serie televisive, con la testata online Tortuga, per cui ha scritto contributi su temi culturali, e con le riviste Musica di la Repubblica e 7 del Corriere della Sera.
Nel 2009 è stato coautore, insieme a Enrico Montesano e Francesco Signor, dello spettacolo teatrale Quantunque io, ovvero etica e cotica, interpretato da Enrico Montesano. Strutturato come una serie di monologhi e sketch, mette in scena un personaggio ispirato a Marco Aurelio, che osserva e commenta la società contemporanea. Attraverso parodie, citazioni e giochi di parole, affronta temi etici, politici e culturali, alternando riflessione e umorismo. È andato in scena dal 29 gennaio al 29 marzo 2009 a Roma, presso l'Under the Grand Chapiteau, con quattro repliche. Successivamente, è stato rappresentato il 20 luglio 2009 a Narni e dal 9 al 10 aprile 2010 a Catanzaro.
Nel 2010, con Francesco Signor, ha pubblicato l’ebook Mastro Titta, una commedia ispirata alla figura storica di Giovanni Battista Bugatti, boia ufficiale dello Stato Pontificio. Il testo, nato come opera teatrale e successivamente adattato per il cinema, mescola elementi storici, leggendari e inventati.
Nel 2011 ha pubblicato in autopubblicazione il suo primo libro, Statti attento da me, ristampato nel 2013 da Round Midnight Edizioni. Il volume è composto da una serie di episodi narrativi che trattano tematiche legate alle relazioni personali, alla vita quotidiana e alle dinamiche sociali, con l’impiego di toni grotteschi e ironici. I personaggi sono spesso caratterizzati da tratti eccentrici e le situazioni presentate mettono in luce tensioni tra individualità e conformismo.
Nel 2013 ha pubblicato I dieci peggio, raccolta di testi satirici precedentemente apparsi sul suo blog personale. Il volume, autoprodotto tramite la piattaforma CreateSpace, propone una serie di classifiche ironiche dedicate a figure e situazioni della società italiana, con toni grotteschi e provocatori. I testi si inseriscono nel filone della satira di costume, utilizzando la forma della lista per evidenziare storture, cliché e contraddizioni del contesto culturale e sociale.
Nel 2014, sempre per Round Midnight Edizioni, ha pubblicato La nobile arte di misurarsi la palla, romanzo che racconta la storia di Enea, un giovane di provincia deciso a diventare scrittore. Iscrittosi a una scuola di scrittura a Roma, si confronta con un ambiente competitivo e segnato da dinamiche di potere, compromessi e tensioni. Il protagonista si trova ad affrontare difficoltà personali e relazionali, tra ambizioni frustrate, solitudine e disillusione.
Sempre nel 2014, per LiberAria Editrice, ha pubblicato Stronzology. Gnoseologia della dipendenza dagli stronzi, un saggio umoristico che analizza, in chiave satirica, la diffusione di comportamenti sociali disfunzionali. Il volume propone una riflessione semiseria sulle dinamiche relazionali contemporanee, tracciando una tipologia degli individui descritti come "stronzi" nella vita quotidiana, nei contesti familiari, lavorativi e pubblici. L’opera non si propone come manuale pratico, ma come osservazione critica e ironica del presente.
Nello stesso anno ha collaborato alla trasmissione Rumore Bianco sull'emittente web Radio Shamal.
Nel 2015, con la casa editrice LiberAria, ha pubblicato Degenerati. Il metodo Cyrano per salvarsi la vita in un mondo di idioti, un saggio che propone, attraverso un tono ironico, una riflessione sul concetto di "involuzione" culturale e sociale nella società contemporanea. Prendendo spunto dalla figura letteraria di Cyrano de Bergerac, l'autore costruisce un invito alla resistenza etica, basato sull'indipendenza di pensiero, il rifiuto del conformismo e la valorizzazione di modelli alternativi. Il volume include riferimenti a scrittori e intellettuali come Luciano Bianciardi, Kurt Vonnegut, Ferdinando Russo e Roberto Bracco, proposti come esempi di anticonformismo e coerenza individuale.
Nel 2015 ha debuttato lo spettacolo teatrale Amleto fa Cirano coll’Inglese, ideato e interpretato da Amleto de Silva ed Edoardo Inglese. Messo in scena in diverse località italiane, lo spettacolo propone una rilettura in chiave ironica del personaggio di Cyrano de Bergerac, con riferimenti all’attualità e una riflessione sui temi dell’identità e del coraggio individuale.
Nel 2016 ha pubblicato, con Magic Press Edizioni, Il dizionario illustrato dei #giovanimerda, un volume che combina testi e illustrazioni in forma satirica. L’opera raccoglie una serie di definizioni dedicate a comportamenti e tendenze attribuite alle giovani generazioni, trattando in chiave ironica temi legati alla cultura pop, alle mode e agli stereotipi sociali.
Nel 2017 ha pubblicato, ancora con Magic Press, I nuovi 10 peggio. Sociologia della scemità, un volume che sviluppa, in chiave satirica, il concetto di "scemitudine", intesa come insieme di atteggiamenti e tendenze sociali percepiti come sintomi di superficialità culturale. L’opera raccoglie osservazioni e brevi episodi ispirati alla vita quotidiana, affrontando temi legati all’omologazione e ai linguaggi contemporanei.
Nel 2018 ha pubblicato, con Magic Press, 365 insulti. Una raccolta per ogni occasione, un volume che propone insulti umoristici suddivisi per situazioni e destinatari. L'opera adotta un registro volutamente iperbolico e gioca con le possibilità espressive del linguaggio, trattando l'insulto come strumento retorico e creativo.
Sempre nel 2018 ha pubblicato, con la casa editrice LiberAria, L’esemplare vicenda di Augusto Germano Poncarè, romanzo ambientato a Salerno, che ruota attorno alla figura di un intellettuale in fin di vita, direttore di un quotidiano locale. La narrazione, affidata a una voce esterna e non identificata, ripercorre la biografia del protagonista, attraversando episodi storici e culturali del Novecento italiano, dal fascismo al Sessantotto. Il romanzo esplora in chiave satirica temi come il potere culturale, l'ambiguità dell'identità intellettuale e il disincanto ideologico, sullo sfondo di una provincia caratterizzata da corruzione e arrivismo.
Nello stesso periodo, ha partecipato al progetto Terre d’autore, prodotto dalla RAI, una serie di documentari dedicati alla narrazione del territorio italiano attraverso lo sguardo di autori e autrici locali. In una puntata dedicata a Salerno, de Silva ha offerto una riflessione personale sulla città, combinando immagini, testi e riferimenti letterari.
Nel 2021 ha pubblicato, con Les Flâneurs Edizioni, Il pugilatore. Viaggio intorno a Sonny Liston, un saggio narrativo incentrato sulla figura del pugile statunitense Sonny Liston. L’opera ripercorre la carriera e la vita personale dell’atleta, soffermandosi su aspetti controversi della sua biografia, come i rapporti con la criminalità organizzata, la detenzione e la percezione pubblica. Il libro intreccia elementi biografici e riflessioni più ampie sul contesto storico e culturale americano, e offre anche uno sguardo sull'impatto dell'immaginario statunitense nella società italiana tra gli anni Sessanta e Settanta.
Nel 2022 ha pubblicato, con Rubbettino Editore, Bocca mia mangia confetti, romanzo ambientato a Salerno, incentrato su una comunità di provincia caratterizzata da precarietà sociale, ambizioni frustrate e dinamiche relazionali complesse. La vicenda ruota intorno a Totonno, un uomo che ha smesso di parlare e che osserva in silenzio la quotidianità di una piccola cerchia di personaggi, tra premi letterari, nostalgie musicali e tensioni latenti. Il romanzo adotta un registro ironico e realistico, soffermandosi sul senso di marginalità e sul bisogno di riconoscimento all’interno di una società disattenta.
Nel 2024 ha pubblicato, sempre con Rubbettino Editore, Una banda di scemi, romanzo corale ambientato in una città di provincia, che racconta la nascita di un conflitto tra due gruppi di frequentatori abituali di un bar, sullo sfondo dell’invasione russa dell’Ucraina. La narrazione intreccia dinamiche personali e sociali, in un contesto segnato da alienazione quotidiana, rituali collettivi come l’aperitivo e una crescente polarizzazione ideologica. Il romanzo esplora, in chiave satirica, le forme contemporanee di evasione e le contraddizioni della provincia italiana, mescolando realismo e ironia.
Ha partecipato a progetti editoriali collettivi con racconti e vignette. Tra questi, Carognate di Natale – 100 battute sotto una buona stella (Gremese Editore, 2008), raccolta umoristica a tema natalizio; Il principio d’inerzia. Le nuove battute, sempre più assurde (e tutte vere) della scuola italiana (Kowalski, 2009); e Nemesi d’amore e d’anarchia (Baldini+Castoldi, collana Le formiche, 2024), antologia a più voci su tematiche sentimentali e sociali.
Ha lavorato anche come traduttore di fumetti e graphic novel per editori come Magic Press e Mondadori. Tra i titoli tradotti figurano The Electric Sublime di W. Maxwell Prince e Mat Lopes; Divinità. Vikings e Rivolta. Vikings di Cavan Scott (con Staz Johnson e Daniel Indro); Slayer. Repentless di Jon Schnepp e G. Vilanova; e Jim Thompson: L'assassino che è in me di Devin Faraci e Vic Malhotra, con introduzione di Stephen King (tutti per Magic Press). Per Mondadori ha curato la traduzione di Indeh. Una storia delle guerre Apache, graphic novel di Ethan Hawke e Greg Ruth.
Ha tenuto laboratori di scrittura creativa presso realtà culturali come l’Archivio Garzia di Roma, l’associazione Marea di Salerno, e il Penelope StoryLab.
Amleto De Silva è morto sul finire del 2024, per leucemia.

## Vita privata
Nel 2006 nacque la sua unica figlia, Carolina.

## Opere principali
- Statti attento da me, Autopubblicazione, 2011, ISBN 9798647728487.
- Statti attento da me, Round Midnight Edizioni, 2013, ISBN 9788890795916.
- I dieci peggio, Autopubblicazione, 2013, ISBN 9781494280918.
- La nobile arte di misurarsi la palla, Round Midnight Edizioni, 2014, ISBN 9788898749034.
- Stronzology. Gnoseologia della dipendenza dagli stronzi, LiberAria Editrice, 2014, ISBN 9788897089803.
- Degenerati. Il metodo Cyrano per salvarsi la vita in un mondo di idioti, LiberAria Editrice, 2015, ISBN 9788897089858.
- Il dizionario illustrato dei #giovanimerda, Magic Press, 2016, ISBN 9788869132544.
- I nuovi 10 peggio. Sociologia della scemità, Magic Press, 2017, ISBN 9788869133497.
- 365 insulti. Una raccolta per ogni occasione, Magic Press, 2018, ISBN 9788891018441.
- L'esemplare vicenda di Augusto Germano Poncarè, LiberAria Editrice, 2018, ISBN 9788894922004.
- Il pugilatore. Viaggio intorno a Sonny Liston, Les Flâneurs Edizioni, 2021, ISBN 9788831314978.
- Bocca mia mangia confetti, Rubbettino Editore, 2022, ISBN 9788849872699.
- Una banda di scemi, Rubbettino Editore, 2024, ISBN 9788849879810.

### Contributi in opere collettive
- Carognate di Natale – 100 battute sotto una buona stella, Gremese Editore, 2008, ISBN 9788884405661.
- Il principio d’inerzia. Le nuove battute, sempre più assurde (e tutte vere) della scuola italiana, Kowalski, 2009, ISBN 9788874967698.
- Nemesi d’amore e di anarchia, Baldini+Castoldi, 2024, ISBN 9791254947081.

### Traduzioni
- W. Maxwell Prince e Mat Lopes, The Electric Sublime, Traduzione di Amleto de Silva, Magic Press, ISBN 9788869133336.
- Cavan Scott e Staz Johnson, Divinità. Vikings, Traduzioni di Amleto de Silva, Magic Press, ISBN 9788869133305.
- Cavan Scott e Daniel Indro, Rivolta. Vikings, Traduzioni di Amleto de Silva, Magic Press, ISBN 9788869133510.
- Jon Schnepp e G. Vilanova, Slayer. Repentless, Traduzione di Amleto de Silva, Magic Press, ISBN 9788869133527.
- Devin Faraci e Vic Malhotra, Jim Thompson: L'assassino che è in me, Traduzione di Amleto de Silva, introduzione di Stephen King, Magic Press, ISBN 9788869133381.
- Ethan Hawke e Greg Ruth, Indeh. Una storia delle guerre Apache, Traduzione di Amleto de Silva, Mondadori, ISBN 9788804683490.